# Пхерселидзе, Гурам
Гурам Пхерселидзе (груз. გურამ ფერსელიძე, род. 16 октября 1985) — грузинский борец греко-римского стиля, призёр чемпионатов Европы.

## Биография
Родился в 1985 году в Хелвачаури. В 2012 году принял участие в Олимпийских играх в Лондоне и занял там 5-е место. В 2013 году стал бронзовым призёром чемпионата Европы.